# Carlo Cattaneo (författare)

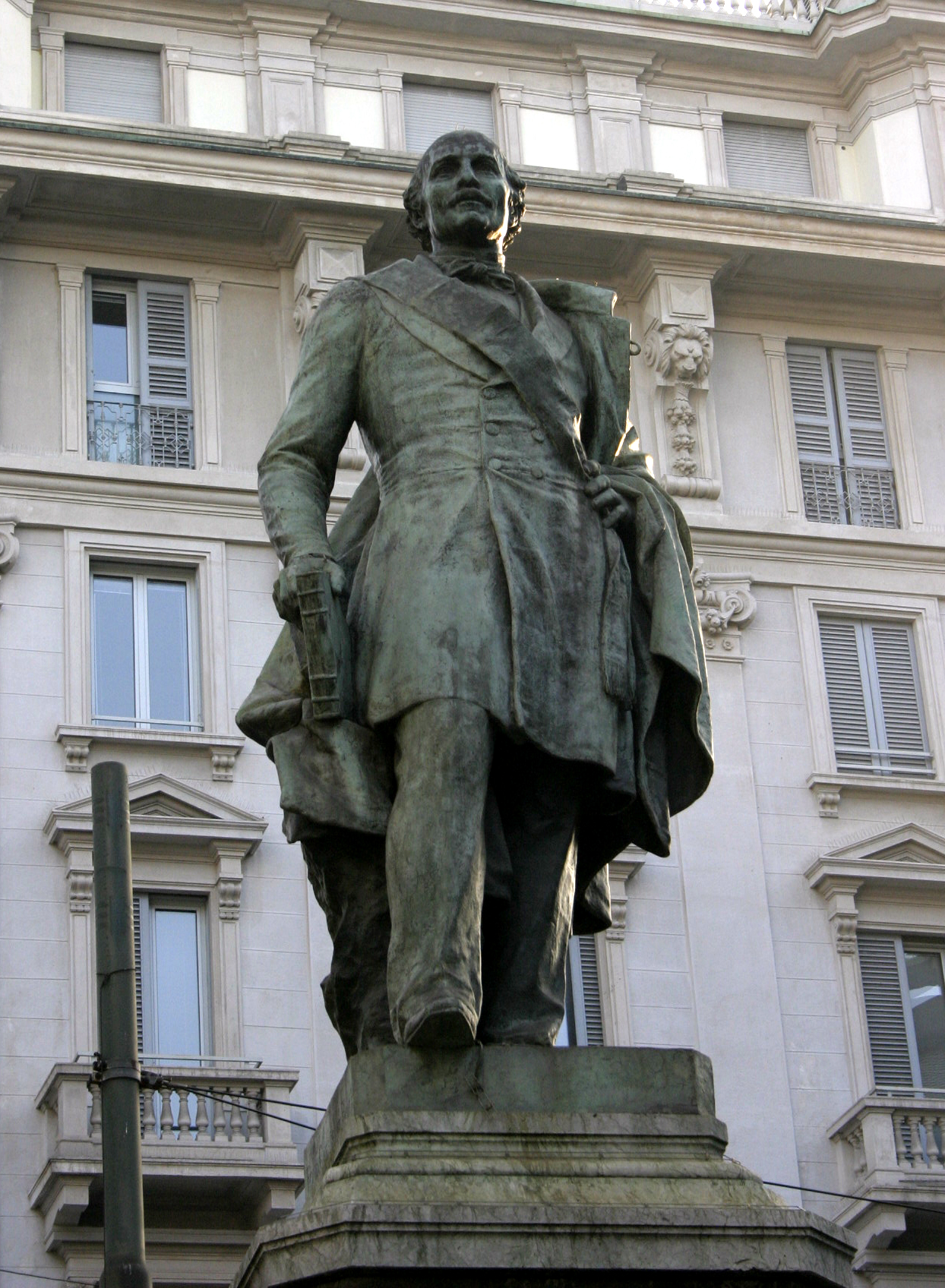
Staty föreställande Carlo Cattaneo i Milano.

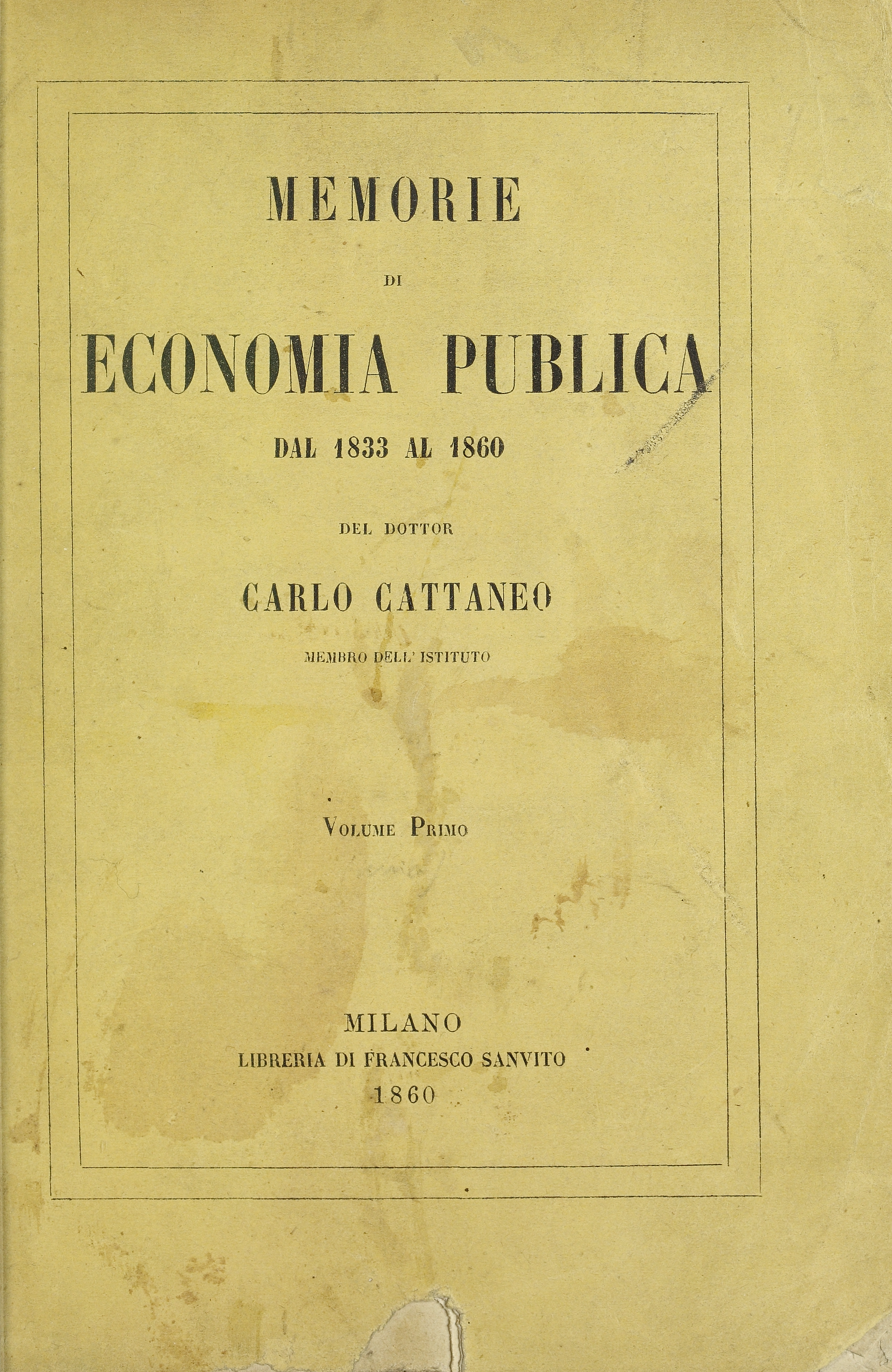
Memorie di economia pubblica dal 1833 al 1860, 1860

Carlo Cattaneo, född 15 juni 1801 och död 6 februari 1869, var en italiensk författare.
Cattaneo var en av de mest framstående i Italiens frihetskamp. Som lärjunge till Gian Domenico Romagnosi redigerade han 1839 tidskriften Il politecnico. Under Milanorevolutionen 1848 var han medlem av de upproriska borgarnas krigsråd och avbjöde det av marskalk Radetzky föreslagna vapenstilleståndet. Sedan Milano åter kommit under österrikarna, flydde han till Lugano, där han levde 1852-65, undervisande i filosofi vid dess lyceum. 1860, sedan Lombardiet blivit fritt, återupptog han utgivandet av Il politecnico. I politiken bekände han sig till republikanska och federalistiska idéer och inom filosofin till en positivisk riktning. Som historieskrivare lade han stor vikt vid de ekonomiskt-sociala betingelserna.

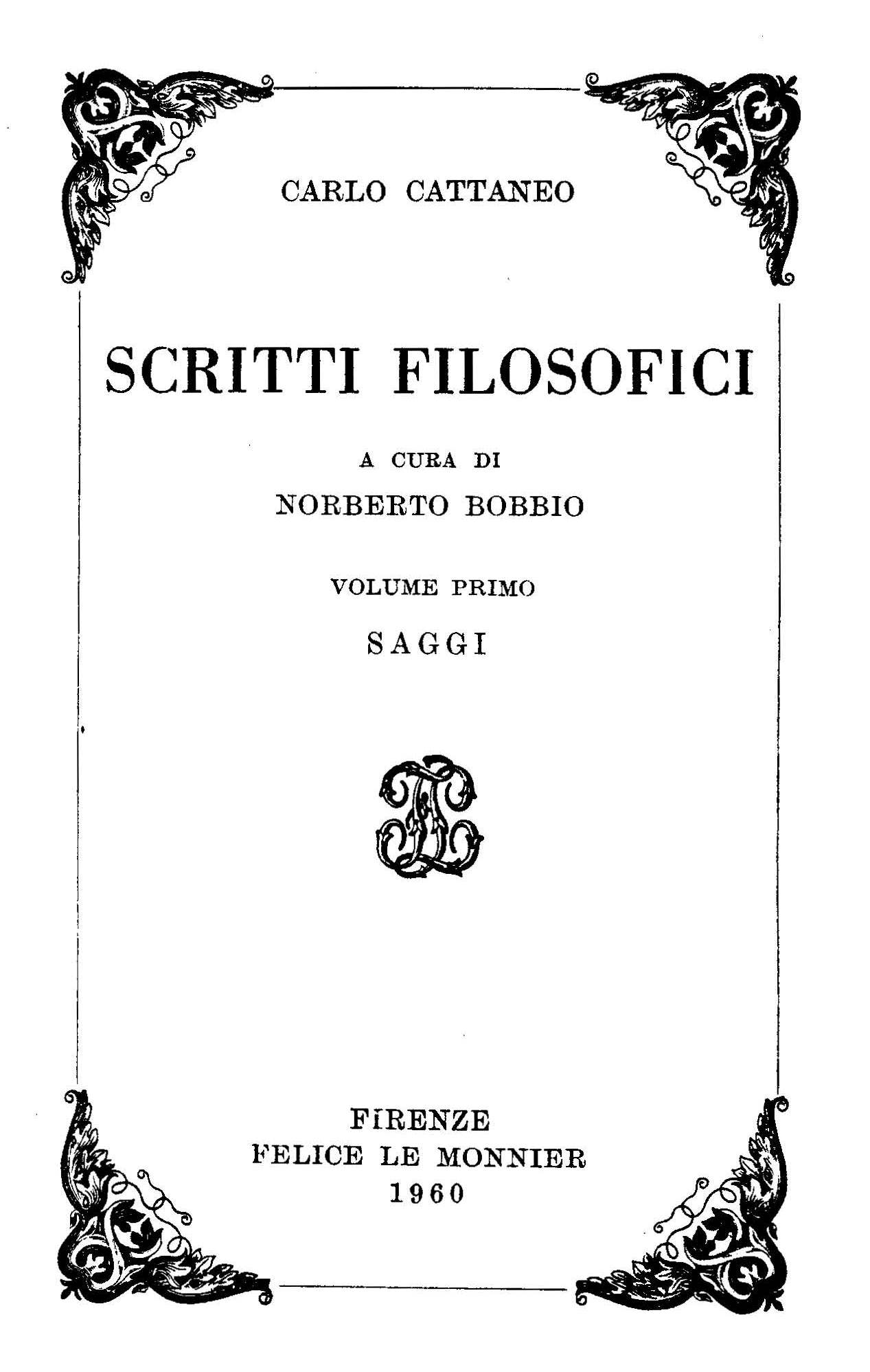
Scritti filosofici

Hans samlade skrifter Operere (7 band, 1882-92), Scritti politici ed epistolarii (3 band, 1892-1902), omfattar inte alla hans olika uppsatser.